# Иванов, Александр Гаврилович
Алекса́ндр Гаври́лович Ивано́в (1898—1984) — советский кинорежиссёр, сценарист. Народный артист СССР (1964).

## Биография
Родился 31 июля (12 августа) 1898 года в деревне Давыдово (ныне — в Боровичском районе, Новгородская область) в семье рабочего и модистки. В 1909—1916 годах обучался в торговой школе в Санкт-Петербурге. Воевал на фронтах Первой мировой, затем Гражданской войны.
В 1924 году окончил восьмимесячные кинокурсы при ателье «Кино-Север» в Ленинграде. Деятельность в кино начал с исполнения эпизодических ролей в немых фильмах: «Бить нельзя», «Волжские бунтари», «9 января», «Красные партизаны», «Самый юный пионер», «Степан Халтурин» (1926), «Северное сияние» (1926). Одновременно был комендантом студии «Совкино», ассистентом режиссёра. С 1927 года — режиссёр фабрики «Совкино» (ныне киностудия «Ленфильм»). Основной в его творчестве была военная тематика в героико-приключенческом жанре. Выступал и как автор сценариев некоторых своих фильмов.
В 1935 году окончил аспирантуру при Ленинградском отделении Государственной академии искусствознания (ГАИС) по разделу истории кино. Работал на Бакинской, Рижской киностудии. С 1948 года — режиссёр киностудии «Ленфильм».
Внешне простоватый, многим казавшийся грубоватым, в работе Иванов проявлял огромное чутьё, он умел открывать актёров с неожиданной стороны (первая большая роль И. Смоктуновского).
 О совместной картине, экранизации «В окопах Сталинграда» автор повести и сценария написал:

… И, вот, на худсовете, — я очень волновался, — встал высокий, седой человек и сказал: — «Думаю, что мы с автором сценария о многом будем спорить, в чём-то не соглашаться, в чём-то пытаться друг друга переубедить, но…» — и тут произошло то, что нас сблизило навсегда — он сказал: «но как бы мы не спорили, как бы ни ссорились, последнее слово будет за ним — он автор…»
 Это сказал человек, который проработал в кино миллион лет, а я был в этом деле неоперившимся новичком…
— Виктор Некрасов, из некролога для радио, 1984
С 1967 года — художественный руководитель II ТО «Ленфильм». Автор мемуаров.
Член РКП(б) с 1918 года. Член Союза кинематографистов СССР, был во главе Ленинградского отделения Союза кинематографистов. 
Скончался 20 августа 1984 года в Ленинграде. Похоронен на Серафимовском кладбище.

### Семья
Жена — Ксения Александровна Черёмухина (1904—1998), актриса немого кино. 

## Фильмография

### Режиссёр
- 1925 — Преступление коновала Матова (совм. с Я. Посельским)
- 1927 — На рельсах (совм. с И. Худолеевым)
- 1928 — Луна слева
- 1928 — Косая линия (совм. с О. Галлаем)
- 1929 — Транспорт огня
- 1930 — Есть, капитан!
- 1932 — Три солдата
- 1934 — Женитьба Яна Кнукке
- 1938 — На границе
- 1940 — Переход
- 1943 — Подводная лодка Т-9
- 1946 — Сыновья
- 1947 — Возвращение с победой
- 1949 — Звезда
- 1955 — Михайло Ломоносов
- 1956 — Солдаты
- 1959—1961 — Поднятая целина
- 1962 — Если позовёт товарищ
- 1967 — Первороссияне (совм. с Е. Шифферсом)

### Сценарист
- 1929 — Транспорт огня (совм. с А. Зархи, И. Хейфицем)
- 1930 — Есть, капитан! (совм. с М. Шапиро, В. Гранатманом)
- 1932 — Три солдата (совм. с Б. Липатовым, В. Гранатманом)
- 1938 — На границе
- 1972 — Ура! У нас каникулы! (совм. с А. Алексиным, В. Амлинским, В. Беренштейном)
- 1984 — Человеческий фактор (совм. с Е. Абишевым)

### Художник
- 1925 — Преступление коновала Матова

## Награды и звания

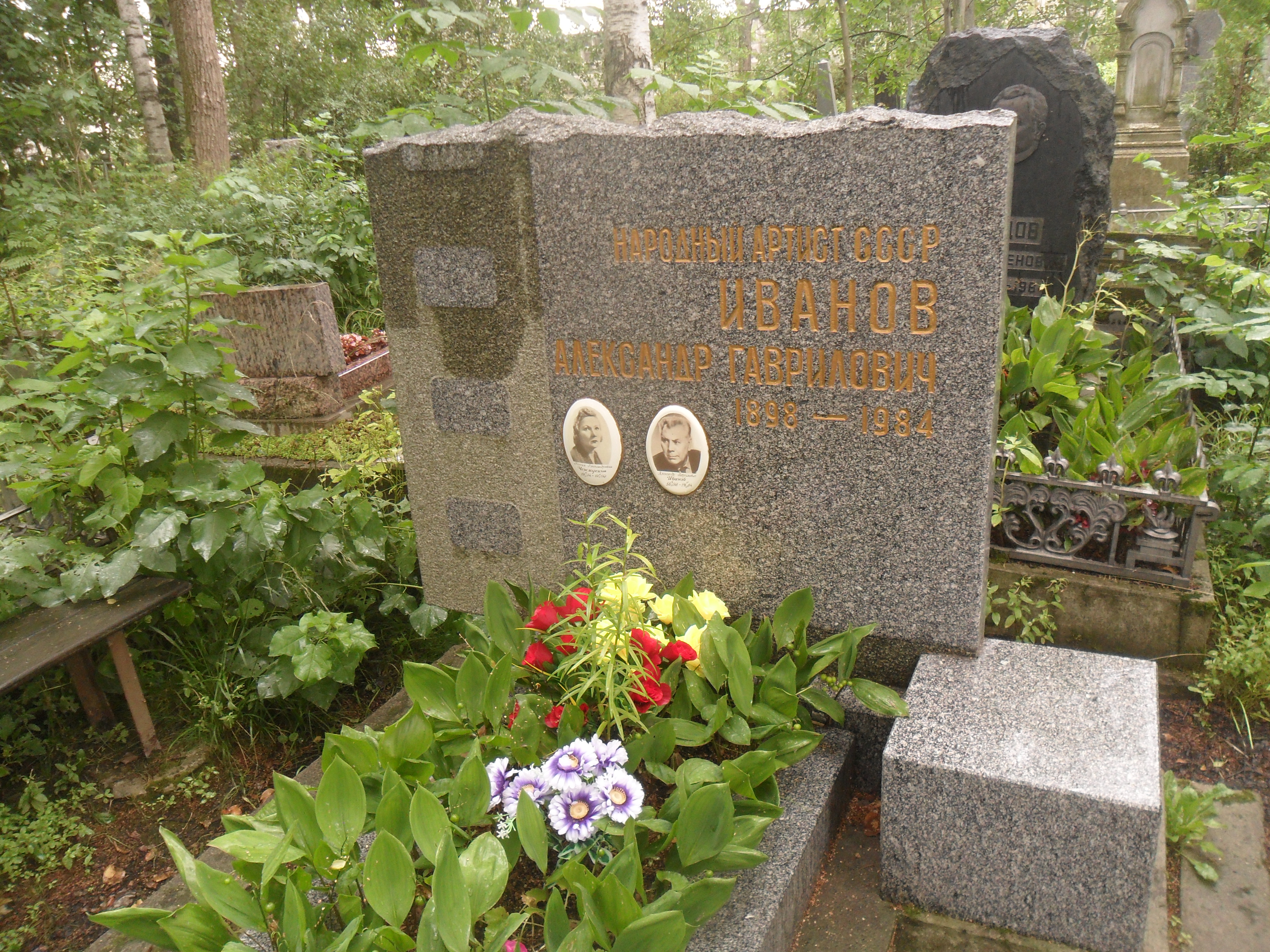
Могила А. Г. Иванова
на Серафимовском кладбище

- орден Ленина (01.02.1939) — за фильм «На границе» (1938)
- орден Красного Знамени
- орден Трудового Красного Знамени (06.03.1950) — за выдающиеся заслуги в развитии советской кинематографии, в связи с 30-летием[7]
- орден Красной Звезды (14.04.1944) — за фильм «Подводная лодка Т-9» (1943)
- медаль «За доблестный труд в Великой Отечественной войне 1941—1945 гг.»
- медаль «В память 250-летия Ленинграда»
- заслуженный деятель искусств Латвийской ССР (1947)
- народный артист РСФСР (15.06.1960)
- народный артист СССР (11.07.1964)
- премия 1-го Всесоюзного кинофестиваля — 1958 в Москве — за фильм «Солдаты» (1956)